# بخش هاگفوش
بخش هاگفوش (به سوئدی: Hagfors kommun) یک ناحیه شهری در سوئد است که در شهرستان ورملاند واقع شده‌است.

## خواهرخوانده
شهرهای Sørum و Kjellerup Municipality خواهرخوانده‌های بخش هاگفوش هستند.